# Manfred Bornemann
Manfred Bornemann (* 28. Mai 1933 in Ilfeld; † 15. Dezember 2012 in Hamburg) war ein deutscher Geologe und Sachbuchautor.

## Leben
Der aus Ilfeld stammende Bornemann besuchte das Gymnasium in Nordhausen und studierte ab 1952 Geologie und Mineralogie in Berlin. Im Alter von 22 Jahren verließ er die DDR und ging ins Rheinland. In der Folgezeit arbeitete er im Rheinland, im Ruhrgebiet und München. In Hamburg wurde er 1960 dauerhaft ansässig, wo er mehrere Publikationen über den Harz und die regionale Eisenbahngeschichte publizierte.
Außerdem heiratete er und bekam 4 Kinder.
Nach seinem Tod wurde er auf dem Friedhof Volksdorf begraben. Sein Nachlass und seine Sammlungen befinden sich heute im Archiv der Stadt Nordhausen.

## Werke (Auswahl)
- Geheimprojekt Mittelbau. Die Geschichte der deutschen V-Waffen-Werke. J. F. Lehmann, München 1971, ISBN 3-469-00308-4[2] (2., erw. Aufl. u. d. T. Geheimprojekt Mittelbau. Vom zentralen Öllager des Deutschen Reiches zur grössten Raketenfabrik im Zweiten Weltkrieg. Bernard & Graefe, München 1994, ISBN 3-7637-5927-1).[3]
- Die Anhaltische Harzbahn. H. Greinert, Clausthal-Zellerfeld 1981.
- Mit der Brockenbahn in den Harz. Verlag Ed. Piepersche Druckerei, Clausthal-Zellerfeld 1985, ISBN 3-923605-23-4.
- Schicksalstage im Harz. Das Geschehen im April 1945. Verlag Ed. Piepersche Druckerei, Clausthal-Zellerfeld 1974.
- Die Südharz-Eisenbahn. 3. Auflage. Verlag Ed. Piepersche Druckerei, Clausthal-Zellerfeld 1991.
- Ilfeld. Eine Chronik. Hamburg 1999, ISBN 3-929767-38-4.